# Le Génépi
Le Génépi är en bergstopp i Schweiz.   Den ligger i distriktet Entremont och kantonen Valais, i den sydvästra delen av landet, 110 km söder om huvudstaden Bern. Toppen på Le Génépi är 2 884 meter över havet, eller 262 meter över den omgivande terrängen. Bredden vid basen är 3,6 km.
Terrängen runt Le Génépi är huvudsakligen mycket bergig. Närmaste större samhälle är Martigny, 8,9 km norr om Le Génépi. 
Trakten runt Le Génépi är permanent täckt av is och snö. Runt Le Génépi är det glesbefolkat, med 19 invånare per kvadratkilometer.